# Phyllodactylus heterurus
Phyllodactylus heterurus este o specie de șopârle din genul Phyllodactylus, familia Gekkonidae, descrisă de Werner 1907. Conform Catalogue of Life specia Phyllodactylus heterurus nu are subspecii cunoscute.